# Bezirksklasse Halle-Merseburg 1933/34

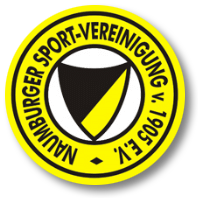
Naumburger SV 05 - Vierjährige Zugehörigkeit der Domstädter beginnt

Die Bezirksklasse Halle-Merseburg 1933/34 war die nach der Sportgau-Neustrukturierung, nunmehr erste Spielzeit der als Unterbau zur Gauliga Mitte fungierenden Bezirksklasse Halle-Merseburg. Neu, war die nunmehrige Drei-Teilung der Zweiten Klasse auf Basis der drei Bezirke des Gaues Mitte (VI), welche wiederum in insgesamt 15 Unter-Kreise, mit jeweils einer Kreisklasse als dritter Ebene gestaffelt waren. Erster Titelträger dieser Klasse, wurde der  FV Sportfreunde Halle, der sich in der anschließend ausgespielten Relegationsrunde für die nächstjährige Gauliga-Spielzeit qualifizierte. Stadt-Rivale  Borussia 02 Halle errang den Vizemeister-Titel, vor einem Trio, gebildet aus SpVg Neumark, dem SV Halle und dem TuRV Weißenfels. Nach einem breit-gefächerten Mittelfeld, wiederum gebildet aus fünf Vereinen, mussten am Saisonende der VfL 1912 Merseburg und der BSC 07 Sangerhausen den Weg zurück in die ebenso neu erschaffenen Kreisklassen antreten. Da der Saison-Titelträger in die Gauliga aufstieg, waren für die neue Saison drei freie Plätze zu vergeben. Diese sicherten sich, in einer erstmals ausgespielten Aufstiegsrunde aller Kreismeister des Bezirkes, später der Ammendorfer FC 1910 und die SpVg 1910 Zeitz. Der 3. Frei-Platz wurde von der Spielkommission des Verbandes an das Reiterregiment/Sportgruppe Torgau vergeben, das/die dann aber erst nachzüglich in die neue Saison einstieg und deren sportliches Teilnahme-Recht es durch Recherche in auffindbaren Zeit-Quellen, nachträglich zu ermitteln gilt.

## Teilnehmer
Bedingt durch die politische Gleichschaltung der damaligen Zeit unterzog sich auch der DFB einer prinzipiell-markanten Strukturreform. Neben der Neugestaltung des obersten Gauligen-Systems sollten auch die sportlichen Fußball-Bezirks-und-Kreisebenen neu entstehen. Die Gauliga Mitte (Gau VI) bildete für die Region nun die höchste Spielklasse und die drei Bezirksklassen Magdeburg-Anhalt, Halle-Merseburg und Erfurt-Thüringen waren als Zweite Spielklasse angedacht. Die neue Bezirksklasse Halle-Merseburg sollte mit 12 Vereinen in ihre erste Saison starten. So war der Verteilschlüssel als Qualifikations-Raster vor Saisonbeginn 1932/33 bekannt: Sieben Vereine der Gauliga Saale, drei der Gauliga Saale-Elster, sowie zwei der Gauliga Kyffhäuser. Für die bestplatzierten Vertreter der Gauliga Mulde und die, der Gauliga Elbe-Elster waren aus Sportniveau-bezogenen Gründen keine Qualifikationsplätze vorgesehen. So stürzte man sich ab 1933 in ein neues Abenteuer, welches eine höher-komprimierte Qualität versprach und somit die vormals sportlich doch stark verwässerte 1b-Klassen-Gliederung ablöste. Schon nach kurzer Zeit ihres Bestehens, bewies die nun neu geschaffene Struktur für alle Anhänger regionalen Fußballsports ihre sportliche Attraktivität und damit ihre werthaltige Sinnhaftigkeit.
Für die erste Austragung der Bezirksklasse Halle-Merseburg qualifizierten sich folgende 12 Vereine:
- Platz 3–9 der Gauliga Saale 1932/33 (Platz 1–2 waren für die Gauliga Mitte qualifiziert):
  -  FV Sportfreunde Halle
  -  SV Halle 98
  - VfL 1912 Merseburg
  - VfL Halle 96
  -  SpVg 1919 Neumark
  -  SV Borussia 02 Halle
  - FC Preußen 01 Merseburg

- Platz 1–3 der Gauliga Saale-Elster 1932/33:
  -  TuRV 1861 Weißenfels
  - Naumburger SV 05
  -  FV Schwarz-Gelb Weißenfels

- Platz 1–2 der Gauliga Kyffhäuser 1932/33:
  - BSC 07 Sangerhausen
  -  SV Wacker 05 Nordhausen

- Für die Vertreter der Gauliga Mulde und Gauliga Elbe-Elster waren keine Startplätze für die neugeschaffene Bezirksklasse Halle-Merseburg 1933/34 reserviert.

## Abschlusstabelle
Tabellen, Zahlen und Resultate sind aus den im Unterpunkt Quellen notierten Zeitungen entnommen.
Ermittelte Spiele: 130 von 132__/__Ermittelte Tore: 599

[ 1. Spielzeit - Saison-Beginn:  03.09.1933 ]
| Pl. | Verein                     | Sp.    | Tore  | Quote | Punkte |
| --- | -------------------------- | ------ | ----- | ----- | ------ |
| 01. | FV Sportfreunde Halle      | 22     | 73:40 | 1,82  | 33:11  |
| 02. | SV Borussia 02 Halle       | 22     | 55:43 | 1,28  | 28:16  |
| 03. | TuRV 1861 Weißenfels       | 22     | 59:51 | 1,15  | 26:18  |
| 04. | SpVg 1919 Neumark          | a 21 a | 57:39 | 1,46  | 25:17  |
| 05. | SV Halle 98                | a 21 a | 57:49 | 1,16  | 25:17  |
| 06. | VfL Halle 96               | 22     | 49:43 | 1,14  | 23:21  |
| 07. | Naumburger SV 05           | a 21 a | 45:42 | 1,07  | 21:21  |
| 08. | FC Preußen 01 Merseburg    | 22     | 45:46 | 0,97  | 20:24  |
| 09. | FV Schwarz-Gelb Weißenfels | a 21 a | 54:54 | 1,00  | 19:23  |
| 10. | SV Wacker 05 Nordhausen    | 22     | 47:60 | 0,78  | 19:25  |
| 11. | VfL 1912 Merseburg         | 22     | 34:47 | 0,72  | 13:31  |
| 12. | BSC 07 Sangerhausen        | 22     | 24:85 | 0,28  | 08:36  |

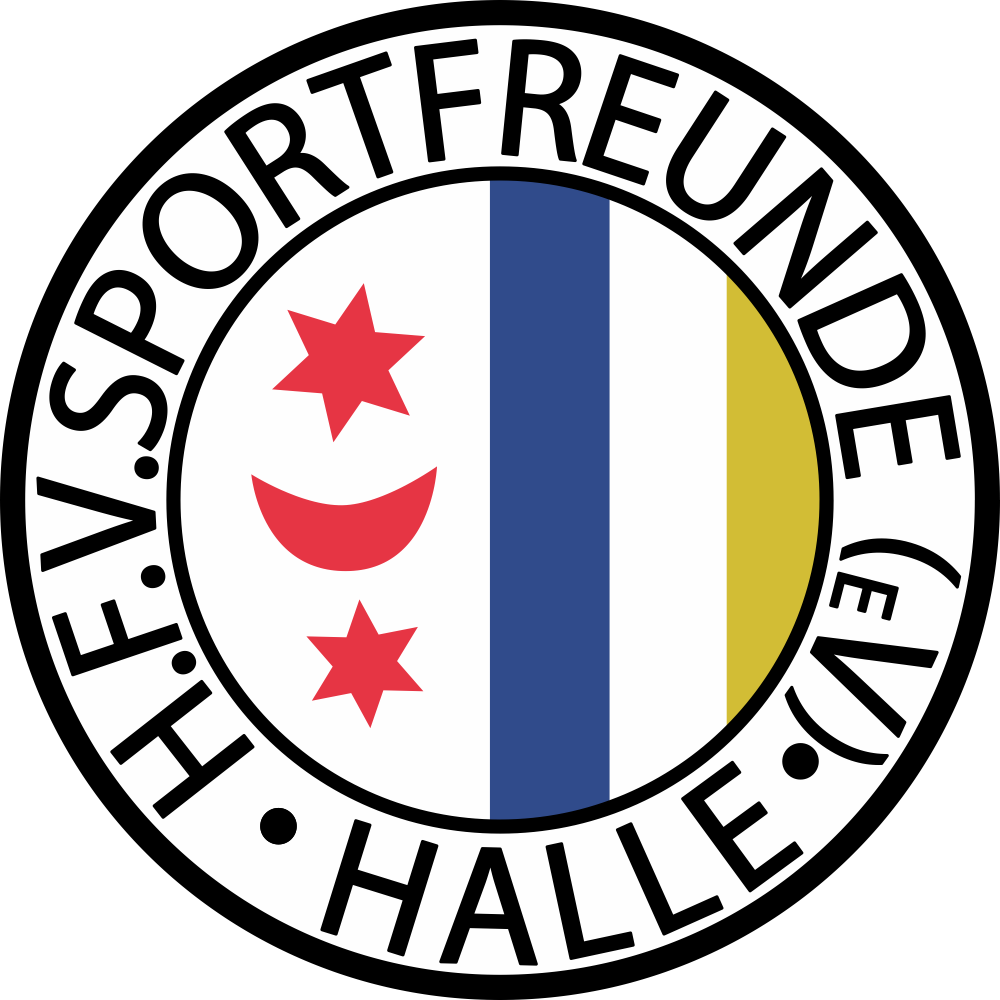
FV Sportfreunde Halle 1. Fußball-Bezirksmeister

- Nach-Recherche:  [ Es fehlen 2 Nachholspiel-Resultate.]

(bei Punktgleichheit entschied in allen Klassen und Runden jeweils der Torquotient über die Tabellen-Platzierung)

## Aufstiegsrunde
In der Aufstiegsrunde spielten die fünf Gewinner der einzelnen 1. Kreisklassen um die beiden Aufstiegsplätze zur Bezirksklasse Halle-Merseburg 1934/35.
Ermittelte Spiele: 5 von 20__/__Ermittelte Tore: 22__/__Ausspielung: [ 20.05. – 01.07.1934 ]
| Pl. | Verein                                              | Sp. | Tore  | Quote | Punkte |
| --- | --------------------------------------------------- | --- | ----- | ----- | ------ |
| 1.  | Ammendorfer FC 1910 (Sieger Kreisklasse Saale)      | 3   | 14:04 | 3,50  | 5:1    |
| 2.  | SpVg Zeitz 1910 (Sieger Kreisklasse Saale-Elster)   | 0   | 0:0   | 0,00  | 0:0    |
| 3.  | VfB 1919 Zscherndorf (Sieger Kreisklasse Mulde)     | 3   | 6:06  | 1,00  | 2:4    |
| 4.  | SV Wacker Mühlberg (Sieger Kreisklasse Elbe-Elster) | 2   | 0:02  | 0,00  | 2:2    |
| 5.  | VfB Oberröblingen (Sieger Kreisklasse Kyffhäuser)   | 2   | 2:10  | 0,20  | 1:3    |

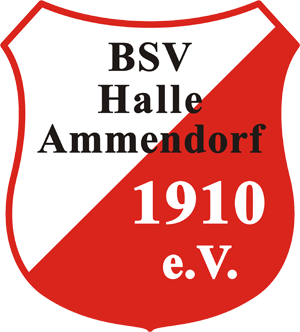
Ammendorfer FC 1910 Aufstieg als Kreismeister Saale-Kreis 1933/34

- Beide erstgenannten Aufsteiger sind aus der nächsten Spielzeit abgeleitet, obwohl bisher kein Relegationsspiel-Resultat Spiel der SpVg 1910 Zeitz bekannt ist. Dazu als Neuling, das Reiterregiment / (Sportgruppe) Torgau, die aber nicht an der Aufstiegsrunde teilnahmen. Näheres gilt es zu ermitteln. / Das Spiel: Mühlberg vs. Zscherndorf endete mit einem Heimsieg, dessen Konkret-Resultat aber nicht bekannt ist.